# Lintig
Lintig är en ortsteil i staden Geestland i Landkreis Cuxhaven i förbundslandet Niedersachsen i Tyskland. Lintig var en kommun fram till 1 januari 2015 när den uppgick i Geestland. Kommunen Lintig hade 1 226 invånare 2014.